# 39 Korpus Armijny (Imperium Rosyjskie)
39 Korpus Armijny (ros. 39-й армейский корпус) – jeden ze związków operacyjno-taktycznych  Imperium Rosyjskiego w czasie I wojny światowej. Rozformowany na początku 1918. 

## Podporządkowanie
- 8 Armii (19.08.1915 – 11.09.1916)
- Armii Specjalnej (15.09.1916 – grudzień 1917)

## Dowódcy Korpusu
- gen. piechoty S. F. Stelnickij (czerwiec 1915 – wrzesień 1917)